# São Luís do Sul
São Luís do Sul (em francês:  Saint-Louis-du-Sud, em crioulo haitiano:  Sen Lwi disid), é uma comuna do Haiti, situada no departamento do Sul e no arrondissement de Aquin. De acordo com o censo de 2003, sua população total é de 51.125 habitantes.